# Église Saint-Martin de Nampcelles-la-Cour
L'église Saint-Martin est une église située à Nampcelles-la-Cour, en France.

## Description
Elle est flanquée de trois tours.

## Localisation
L'église est située sur la commune de Nampcelles-la-Cour, dans le département de l'Aisne.

## Historique
Église construite au XVIIIe siècle.
Le monument est inscrit au titre des monuments historiques en 1934.

### Galerie

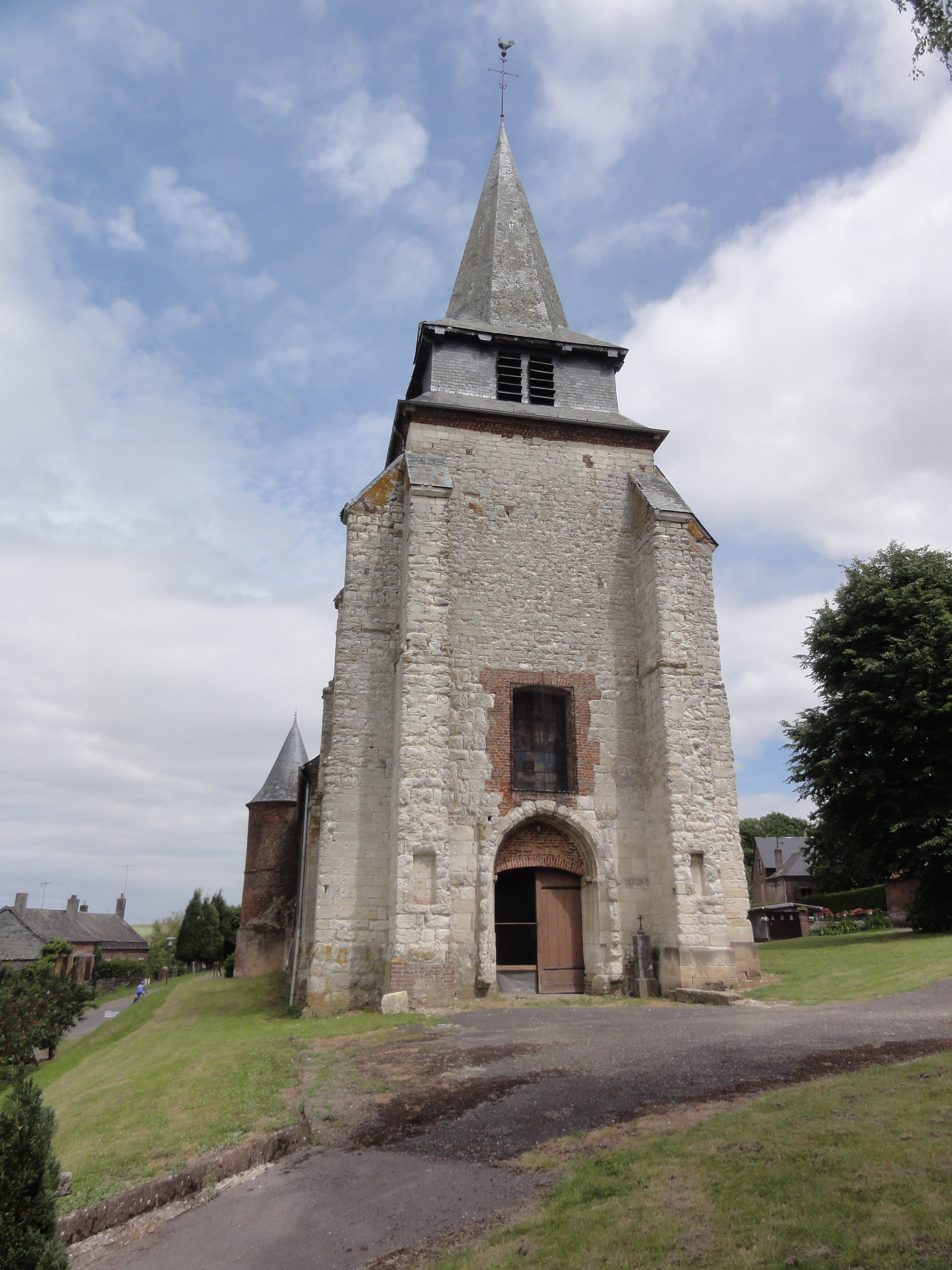
Le donjon entièrement bâti en pierre calcaire.
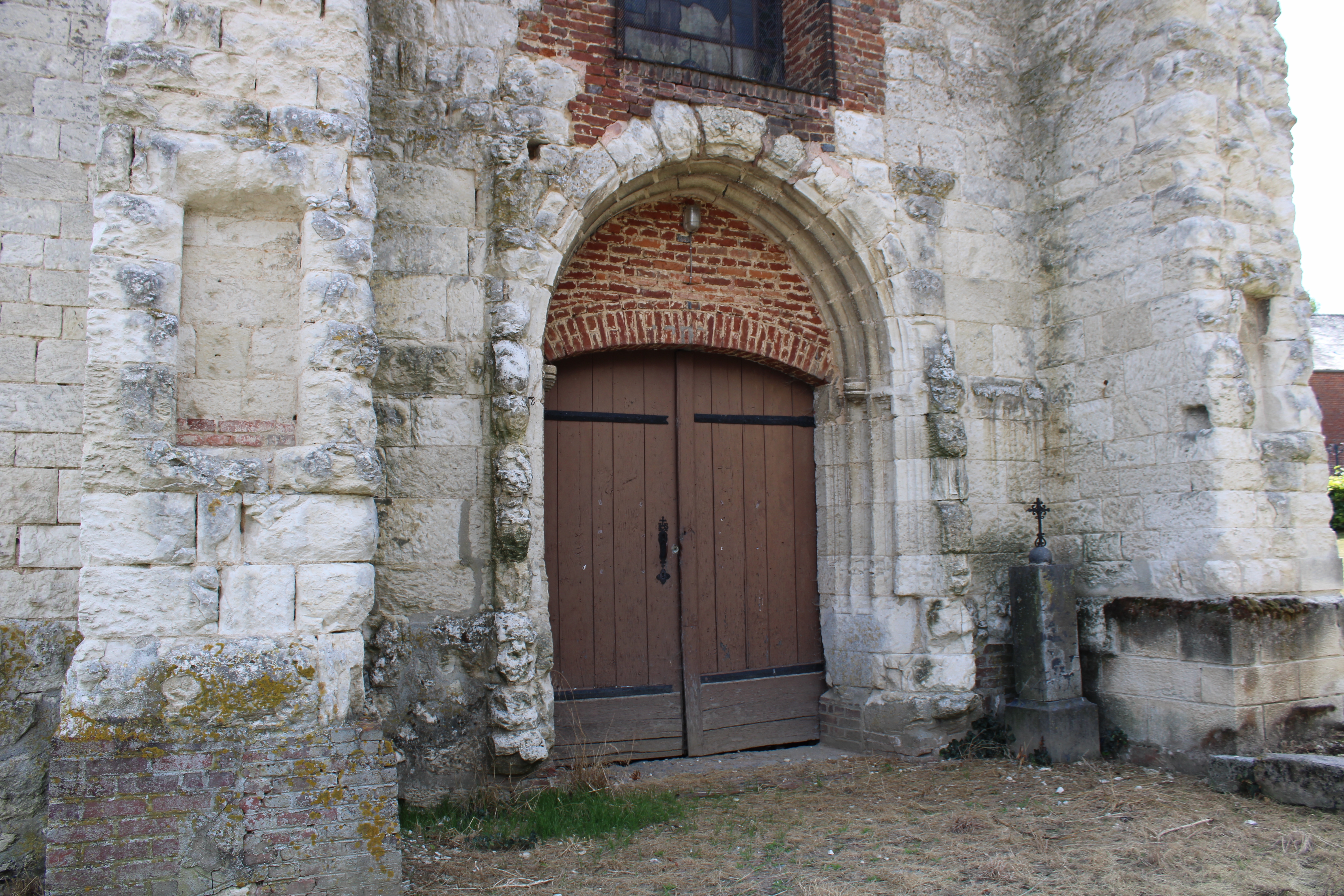
Le portail de style roman avec ajout d'une imposte en brique.
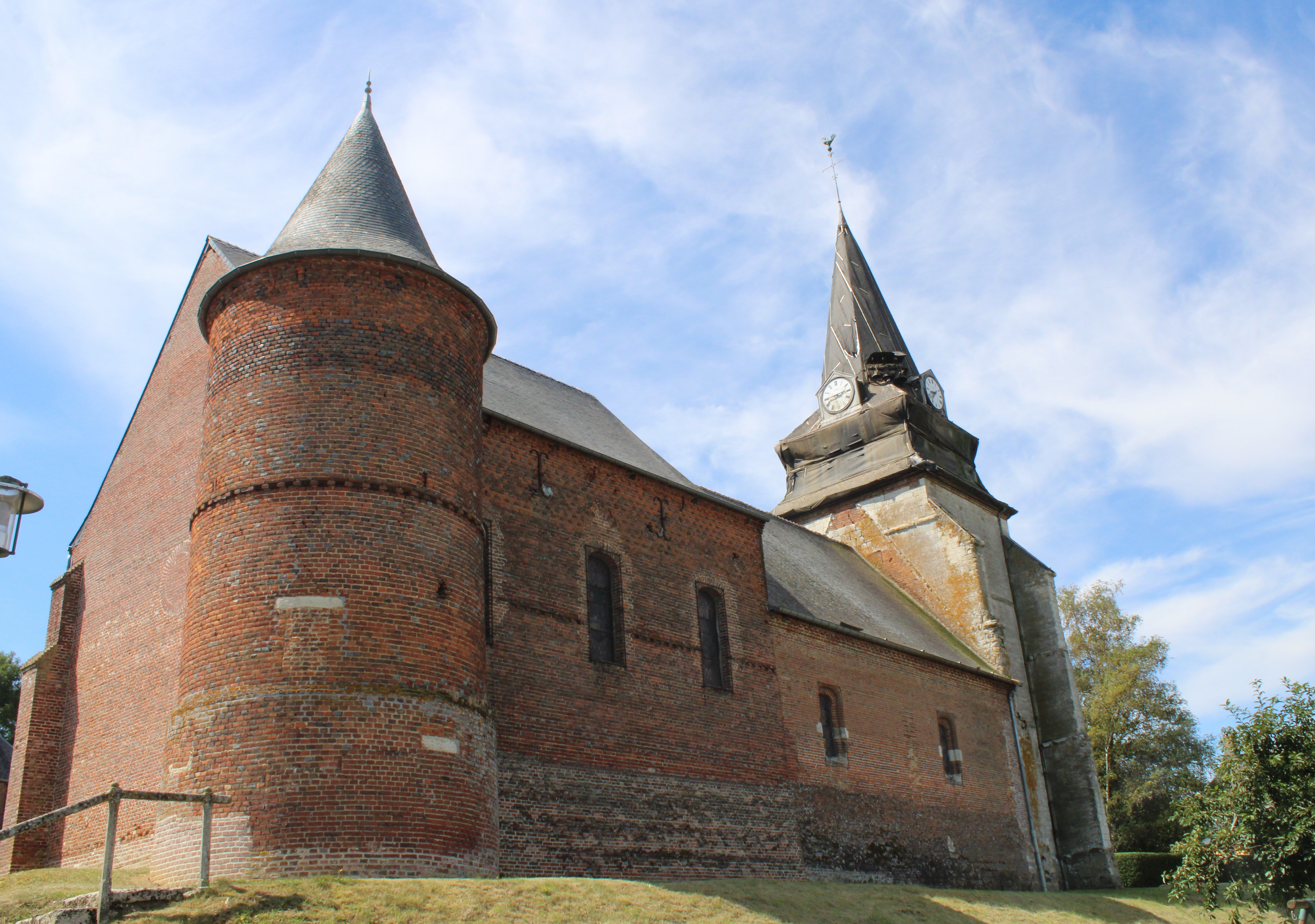
La nef entièrement en brique et l'imposante tour à l'angle nord-est de l'église.
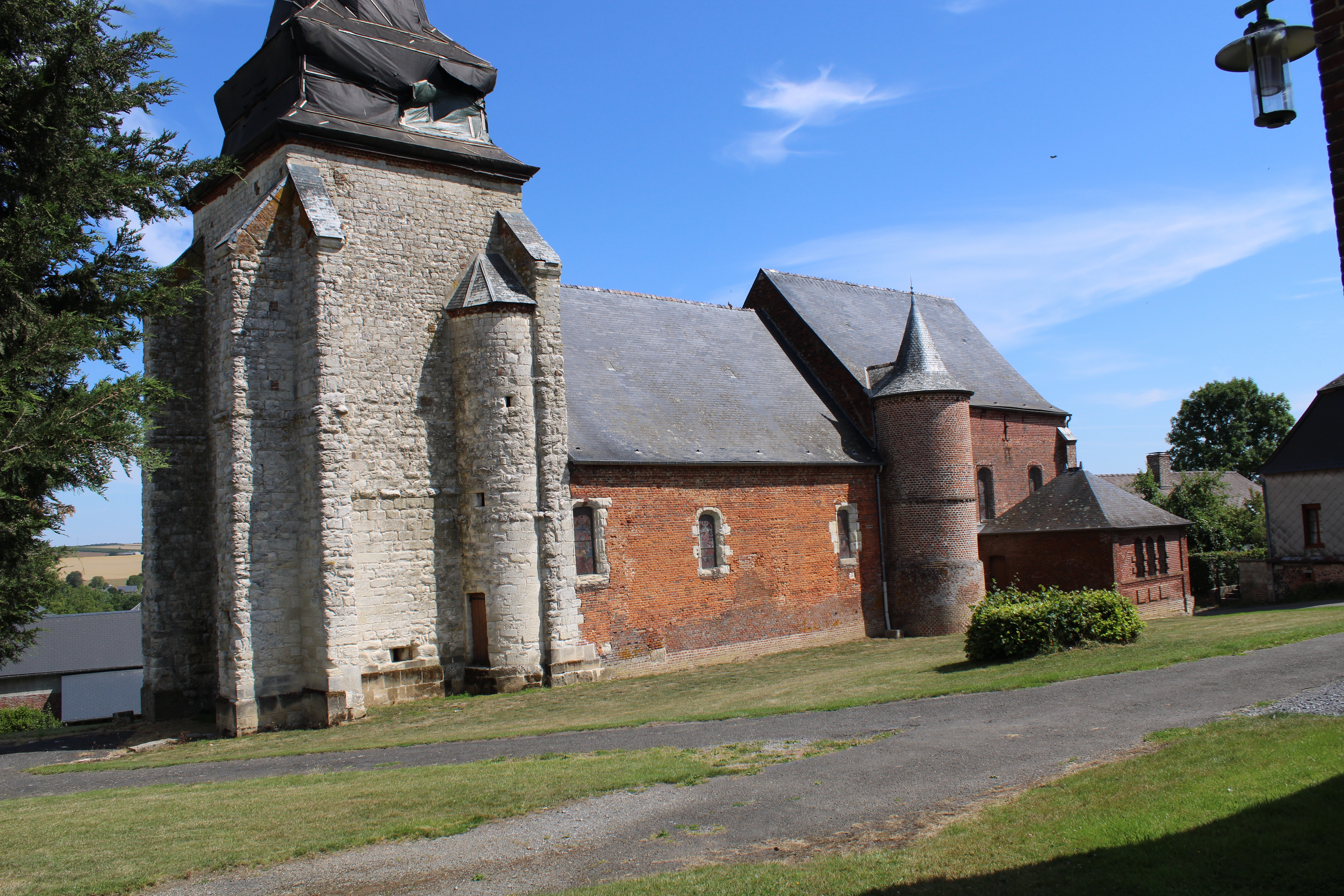
Côté sud avec la tourelle en pierre du donjon et une seconde tour en brique placée entre la nef et le chœur.
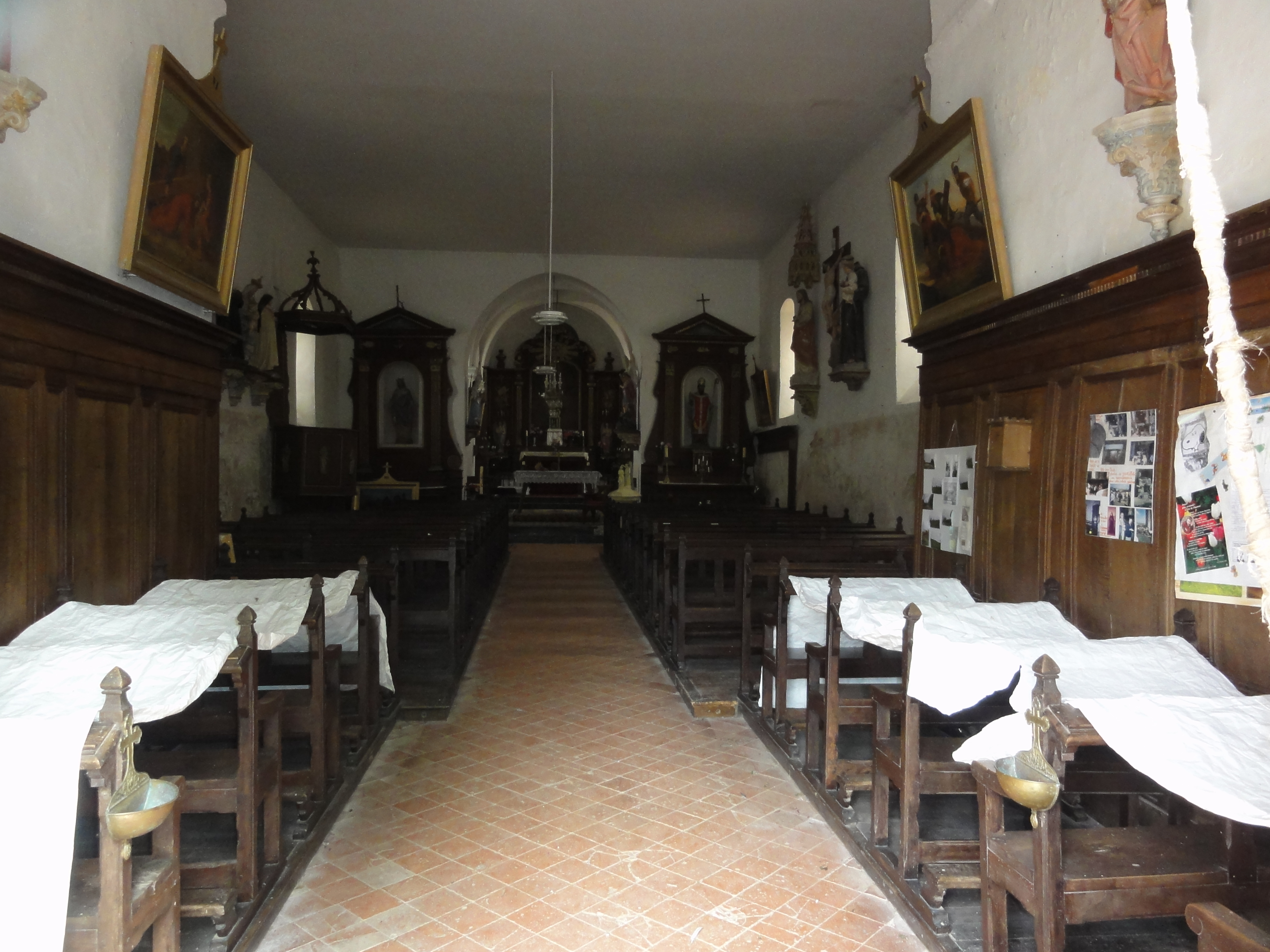
Intérieur de l'église.